# Teatro Eddy Suñol
El Teatro Eddy Suñol es uno de los espacios culturales más emblemáticos del oriente cubano. Situado frente al céntrico parque Calixto García, en la ciudad de Holguín, su arquitectura de estilo art déco y su historia lo convierten en un símbolo de la identidad cultural de la región. Ha sido escenario de importantes figuras del arte nacional e internacional, y hoy continúa siendo un referente para el desarrollo escénico en Cuba.

## Historia
La inauguración oficial tuvo lugar el viernes 2 de junio de 1939, y desde entonces se convirtió en un símbolo de modernidad. El teatro fue construido frente al céntrico Parque Calixto García, un lugar neurálgico en la vida social holguinera. Durante el acto inaugural, la histórica Orquesta Avilés interpretó las notas del Himno Nacional de Cuba, mientras que el discurso de apertura estuvo a cargo del doctor Juan José García Benítez, abogado, político y periodista muy reconocido en la época. A continuación, los asistentes fueron invitados a la sala principal para presenciar la proyección del dibujo animado Robinson Crusoe, seguido del estreno del filme Jesse James (La epopeya de una era sin ley).
Para su construcción se utilizó un sistema estructural a base de acero, una innovación en la ciudad por aquel entonces, lo que permitió dotar al edificio de una gran solidez y amplitud. Fue concebido con una planta rectangular de 44 metros de largo y 26 metros en su parte más ancha, sin incluir camerinos ni áreas laterales que se destinaban a oficinas e instituciones. Contaba con tres niveles, incluyendo los balcones de preferencia y el de tertulia, lo que le confería una capacidad total de 3,000 espectadores.
El avanzado equipamiento tecnológico con que fue dotado el teatro lo convirtió en el más moderno de su tiempo en el país, y se instalaron los sistemas de proyección más avanzados del mundo en ese momento, incluyendo pantallas Hudley de 20 × 22 metros y otros dispositivos de última generación, cuyos modelos eran exhibidos ese mismo año en la Feria de Nueva York como ejemplo de la vanguardia tecnológica internacional. La calidad del sonido fue garantizada por la reconocida empresa Western Electric, mientras que la proyección se realizaba mediante modernos equipos Motiograph modelo K.
Uno de los aspectos más innovadores fue su sistema de climatización, original y eficaz. El aire era distribuido por conductores especiales hacia el interior del teatro, y las lunetas tenían el fondo y respaldo de rejilla para favorecer la ventilación. La caseta de proyección fue diseñada para aislar completamente el ruido exterior. Además, el escenario —de 9.5 x 20 metros— permitía acoger una amplia variedad de espectáculos, desde obras teatrales y conciertos hasta cine y ballet.
El proyecto de este teatro se concibió para ser utilizado en distintos tipos de espectáculos culturales y también como cine, actuando en sus escenarios las más importantes compañías y artistas nacionales e internacionales que han visitado el país. 

## Figuras reconocidas
Por su escenario desfilaron importantes compañías y artistas del ámbito nacional y extranjero, entre las que destacan:
- Alicia Alonso
- Blanquita Amaro
- Ballet de España
- Ballet Nacional de Cuba
- Chavales de España
- Esperanza Iris
- Esther Borjas
- Joan Manuel Serrat
- Jorge Negrete
- Libertad Lamarque
- Niños Cantores de Viena
- Niños Cantores de México
- Pedrito Rico
- Rosita Fornés

## Actualidad
Tras ser nacionalizado en la década de 1960, y rebautizado en los años 70 como Teatro Eddy Suñol en honor a un comandante de la Revolución, el antiguo Cine-Teatro Infante forma hoy parte de un importante complejo cultural en la ciudad de Holguín.
Actualmente cuenta con varias salas:
- Sala Principal Raúl Camayd – 815 lunetas
- Sala Dávalos – 350 lunetas
- Sala Gavilanes – 36 asientos

También forma parte de complejo cultural, el teatro Ismaelillo que tiene 384 lunetas.
Este conjunto cultural es sede del Teatro Lírico Rodrigo Prats y la compañía de danza Codanza, y acoge importantes eventos nacionales e internacionales, como el Festival Satiricón y el Grand Prix Vladimir Malakhov.
El reconocido pianista cubano Frank Fernández, también oriundo de Holguín, ha tenido una participación destacada en la historia reciente del Teatro. En 2011, durante el concierto inaugural tras una reparación capital, ofreció una emotiva presentación acompañado por la Orquesta Sinfónica de Holguín y músicos invitados, interpretando obras de compositores como Ernesto Lecuona y José White. 
En 2012, durante un concierto de Frank Fernández, el teatro estrenó un nuevo piano de cola de la marca Boston, diseñado por Steinway. Este instrumento fue adquirido gracias a la colaboración de amigos y entidades culturales, y su estreno marcó un hito en la renovación del equipamiento del sitio. 
Aunque no hay información que indique que Frank Fernández haya donado personalmente el piano, su vínculo con la institución y su participación en eventos significativos han contribuido al enriquecimiento cultural del teatro y de la ciudad de Holguín.
En junio de 2024 la institución celebró su 85 aniversario,  y actualmente, las entradas pueden adquirirse de manera presencial o a través de plataformas digitales. Su combinación de tradición y modernización mantiene al Teatro Eddy Suñol como un eje central del arte escénico cubano contemporáneo.

## Galería de imágenes

Foto antigua.
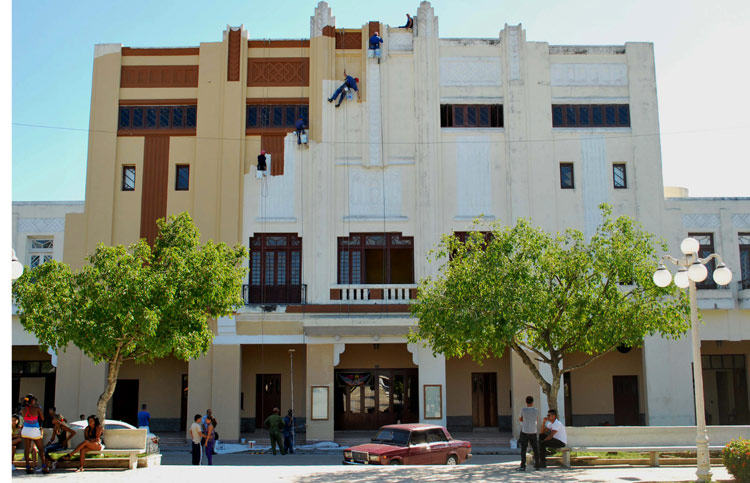
Remodelación.
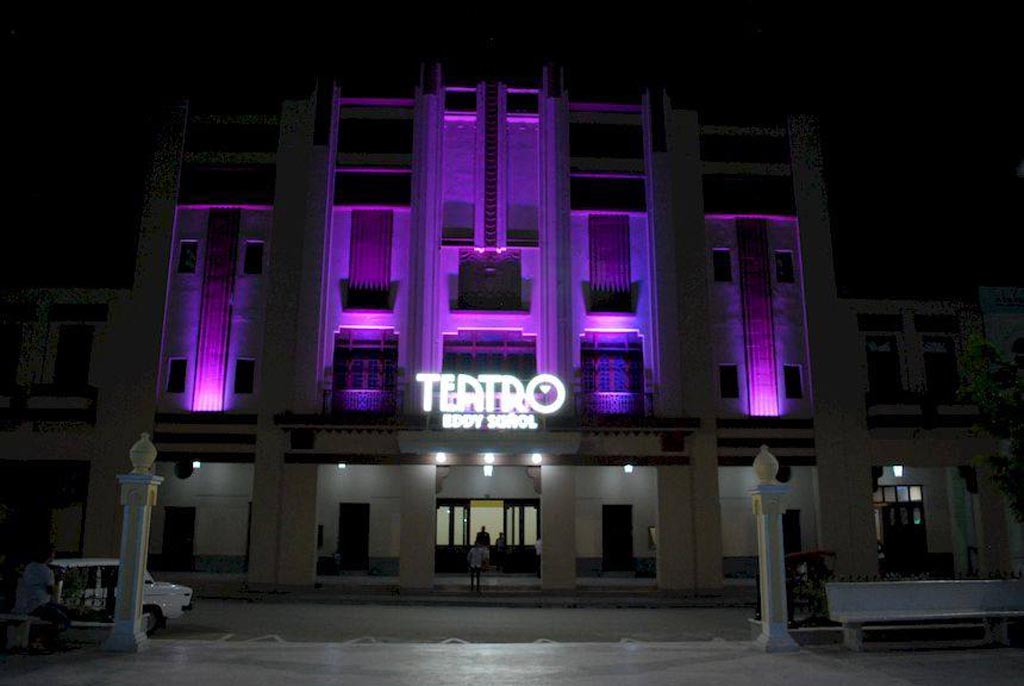
Foto actual.